# Gift-Eisenhut
Der Gift-Eisenhut (Aconitum anthora) ist eine Pflanzenart aus der Gattung Eisenhut (Aconitum) innerhalb der Familie der Hahnenfußgewächse (Ranunculaceae).

## Trivialnamen
Sie wird auch als Blassgelber Eisenhut, Giftheil-, Gegengift- und Feinblatt-Eisenhut bezeichnet. Nur regional gebräuchlich sind die Trivialnamen Herzwurz, Heilgift, Giel Sturmhott (Siebenbürgen) und Arabischer Zitwer.

## Beschreibung

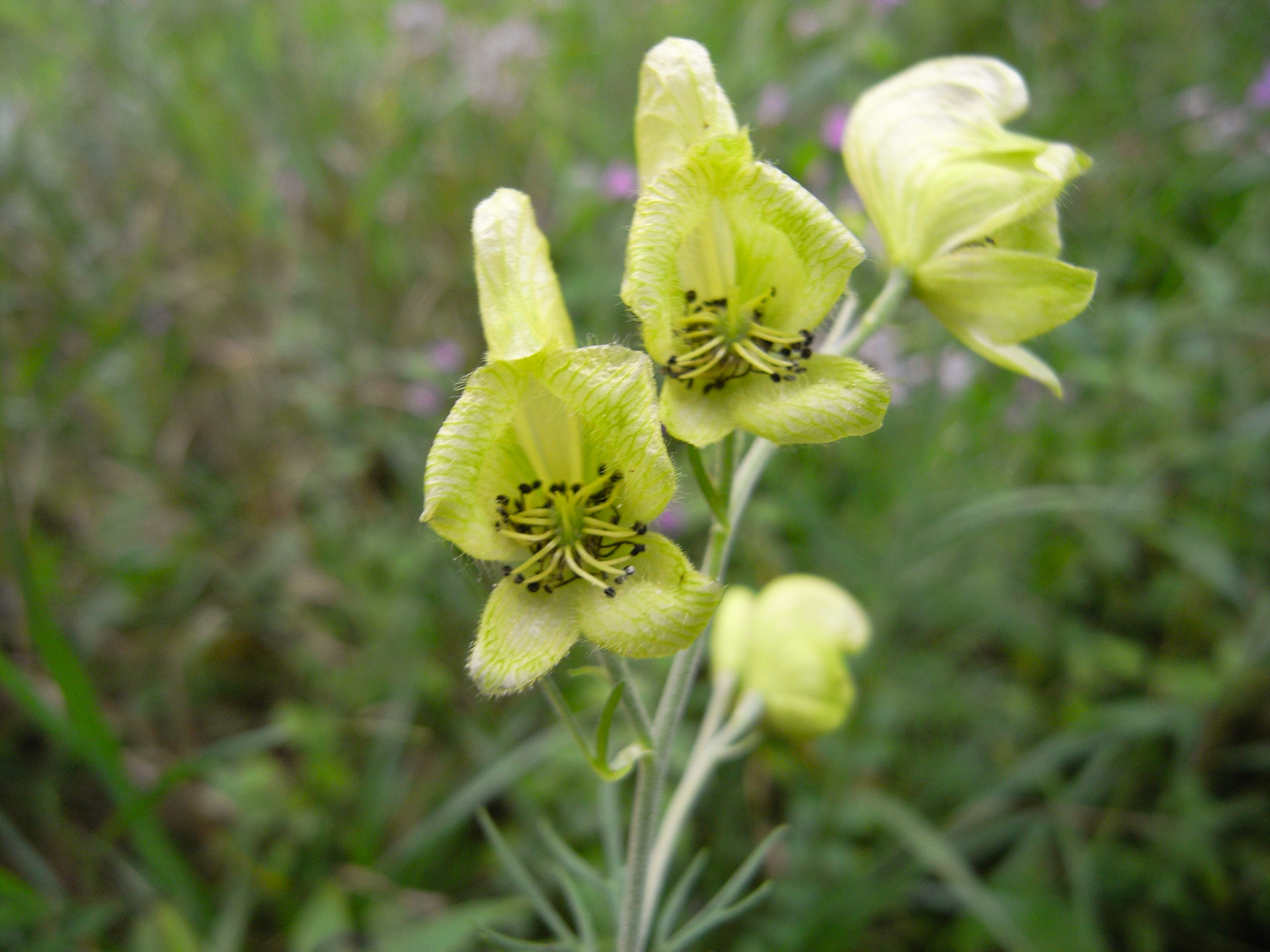
Blüten

Der Gift-Eisenhut wächst als ausdauernde krautige Pflanze und erreicht Wuchshöhen von 25 bis 150 Zentimetern. Der steif aufrechte Stängel ist bläulich-grün und behaart. Die Wurzel ist rübenförmig verdickt. Die handförmige geteilten Stängelblätter sind bis zum Grund fünf- bis siebenteilig, wobei die Abschnitte zwei- bis dreifach fiederteilig sind und schmal linealische, 1 bis 2 Millimeter breite Zipfel haben.
Die blassgelben Blüten sind zygomorph und weich behaart. Der halbkugelige Helm ist nicht höher als breit. In ihn eingeschlossen sind zwei lang gestielte Nektarblätter. Die Balgfrüchte haben eine dichte und weiche Behaarung. Nach dem Abblühen fallen die Blütenblätter nicht ab, sondern umschließen die Früchtchen.
Die Chromosomenzahl beträgt 2n = 32.

## Vorkommen
Das Verbreitungsgebiet umfasst südlichere Teile der Alpen, Spanische Gebirge, Pyrenäen, Corbières, Jura, Istrien, Kroatien, Ungarn, Mähren und Galizien. In den Alpen selbst selten, in den Seealpen bis Grajische Alpen und den südlichen Kalkgebirgen verbreitet.
In Österreich ist der Gift-Eisenhut selten bis sehr selten in den Bundesländern Niederösterreich und Steiermark von der collinen bis montanen Höhenstufe verbreitet.
Als Standort werden trockene Weiden und steinige Rasen auf Kalkböden bevorzugt. Der Gift-Eisenhut wächst oft in Blaugras-Rasen. In der Schweiz wird er in der Feinerdereichen Kalkschuttflur (Verband Petasition paradoxi) angetroffen.
Die ökologischen Zeigerwerte nach Landolt & al. 2010 sind in der Schweiz: Feuchtezahl F = 2+ (frisch), Lichtzahl L = 4 (hell), Reaktionszahl R = 5 (basisch), Temperaturzahl T = 2+ (unter-subalpin und ober-montan), Nährstoffzahl N = 3 (mäßig nährstoffarm bis mäßig nährstoffreich), Kontinentalitätszahl K = 3 (subozeanisch bis subkontinental).

## Namensherkunft
Das Artepipheton anthora leitet sich vom griechischen anti (gegen) und Ranunculus thora, dem sehr giftigen Schildblättrigem Hahnenfuß (umgangssprachlich auch als Gift-Hahnenfuß bezeichnet) ab, da man die Pflanze für ein wirksames Gegengift gegen das Gift des Hahnenfußes hielt. Die volkstümlichen Namen sowie die Bezeichnung Aconitum salutiferum verweisen ebenfalls auf diesen Umstand.

## Inhaltsstoffe
Die unterirdischen Pflanzenteile fanden auch Verwendung als Gegengift bei Vergiftungen mit anderen Eisenhut-Arten. Die Pflanzenteile sind jedoch sehr giftig.